# Скоропад Віталій Орестович
Віталій Орестович Скоропад (нар. 12 вересня 1965, місто Сарни Рівненської області) — український діяч, в.о. голови Дрогобицької районної державної адміністрації Львівської області.

## Життєпис
З вересня 1982 до червня 1987 року — студент Львівського національного університету імені Івана Франка, планування народного господарства, економіст.
У серпні 1987 — лютому 1988 року — нормувальник Шпанівського цукрорадгоспу Ровенської області.
З березня до червня 1989 року — економіст Дрогобицького будівельно-монтажного управління (СБМУ–5).
У червні 1989 — лютому 1991 року — головний економіст колгоспу «Прогрес» («Відродження») село Болехівці Дрогобицького району.
У березні 1991 — лютому 1993 року — економіст І категорії Дрогобицького районного відділу статистики.
У лютому 1993 — листопаді 1996 року — старший податковий інспектор-ревізор ревізійно-інспекторського відділу, головний державний податковий ревізор-інспектор відділу аудиту юридичних осіб, заступник начальника-начальник управління аудиту юридичних та фізичних осіб Дрогобицької податкової інспекції по Дрогобицькому районі.
У листопаді 1996 — квітні 2000 року — начальник відділу документальних перевірок юридичних осіб і фінансових установ (з 1 квітня 1998 року — відділу документальних перевірок юридичних осіб) Дрогобицької державної податкової адміністрації (з 16 лютого 1998 року — Дрогобицької об'єднаної державної податкової інспекції) Львівської області.
У квітні 2000 — червні 2005 року — заступник начальника відділу документальних перевірок юридичних осіб, в.о. начальника відділу документальних перевірок юридичних осіб, начальник відділу документальних перевірок юридичних осіб (з 25 грудня 2001 року — відділу документальних перевірок суб’єктів підприємницької діяльності юридичних осіб, з 28 січня 2005 року — відділу документальних перевірок суб’єктів господарської діяльності юридичних осіб) Дрогобицької об'єднаної державної податкової інспекції Львівської області.
У червні 2005 — квітні 2006 року — начальник управління контрольно-перевірочної роботи, в.о.  начальника відділу контрольно-перевірочної роботи, начальник відділу контрольно-перевірочної роботи Дрогобицької об'єднаної державної податкової інспекції Львівської області.
У квітні 2006 — березні 2012 року — в.о. начальника відділу контрольно-перевірочної роботи, начальник відділу контрольно-перевірочної роботи, начальник управління аудиту юридичних осіб, заступник начальника Державної податкової інспекції у Дрогобицькому районі Львівської області.
У березні 2012 — липні 2013 року — заступник начальника об'єднаної державної податкової інспекції у Дрогобицькому районі.
У липні 2013 — лютому 2015 року — заступник начальника Дрогобицької об'єднаної державної податкової інспекції Головного управління  Міністерства доходів і зборів України в Львівській області.
У лютому 2015 — липні 2016 року — заступник начальника Дрогобицької об'єднаної державної податкової інспекції — начальник Бориславського відділення Дрогобицької об'єднаної державної податкової інспекції Головного управління Державної податкової (фіскальної) служби у Львівській області.
У липні 2016 — 2018 року — перший заступник голови Дрогобицької районної державної адміністрації.
8 травня — 20 серпня 2018 року — в.о. голови Дрогобицької районної державної адміністрації Львівської області.
У 2018—2020 роках — начальник управління економічної політики, житлово-комунального господарства та інфраструктури Дрогобицької районної державної адміністрації Львівської області.
У 2020—2021 роках — перший заступник голови Дрогобицької районної державної адміністрації Львівської області.
5 серпня 2020 — 5 березня 2021 року — в.о. голови Дрогобицької районної державної адміністрації Львівської області.
У 2020 році обраний депутатом Дрогобицької районної ради від партії «Слуга народу».